# Transkriptionsfaktor IIH
Transkriptionsfaktor IIH (TFIIH) ist ein Proteinkomplex im Zellkern von Wirbeltieren, der Teil des Präinitiationskomplexes für die Vorbereitung der Transkription ist. Insbesondere ist TFIIH für die Öffnung des DNA-Doppelstrangs und die Lösung der Bindung des Gesamtkomplexes an den Kernpromotor zuständig, damit sich die Transkriptionsmaschinerie an der DNA entlang weiterbewegen kann. TFIIH besteht beim Menschen aus neun einzelnen Proteinen, die in der folgenden Tabelle aufgeführt sind. Mit der Bindung von TFIIH ist der Präinitiationskomplex vollständig und der DNA-Doppelstrang wird durch die XPB-Untereinheit geöffnet.
Während der Initiationsphase, nachdem sich der Präinitiationskomplex aufgelöst hat, phosphoryliert die Cdk7-Einheit die Aminosäure Ser-5 am C-terminalen Ende der Polymerase mehrfach, wonach diese in der Lage ist, das mRNA-Capping-Enzym zu binden.
| Proteinname               | Gen    | UniProt | Größe (aa) | Bemerkung                                                                                       |
| ------------------------- | ------ | ------- | ---------- | ----------------------------------------------------------------------------------------------- |
| Cyclin-abhängige Kinase 7 | CDK7   | P50613  | 346        | Teil des CAK-Komplexes                                                                          |
| Cyclin-H                  | CCNH   | P51946  | 323        | Teil des CAK-Komplexes                                                                          |
| RING-Finger-Protein MAT1  | MNAT1  | P51948  | 309        | Teil des CAK-Komplexes; Zinkfinger-Domäne                                                       |
| TFIIH-Helikase XPD        | ERCC2  | P18074  | 760        | Path.: Xeroderma pigmentosum Typ D; fotosensitive Trichothiodystrophie; Cockayne-Syndrom Typ II |
| TFIIH-Helikase XPB        | ERCC3  | P19447  | 782        | Path.: Xeroderma pigmentosum Typ B; fotosensitive Trichothiodystrophie                          |
| TFIIH-Untereinheit 1      | GTF2H1 | P32780  | 548        |                                                                                                 |
| TFIIH-Untereinheit 2      | GTF2H2 | Q13888  | 395        |                                                                                                 |
| TFIIH-Untereinheit 3      | GTF2H3 | Q13889  | 308        |                                                                                                 |
| TFIIH-Untereinheit 4      | GTF2H4 | Q92759  | 462        |                                                                                                 |